# Gul løg
Gul løg (Allium flavum) er en løgvækst med en opret vækst og gule blomster i halvskærme. Planten er tørketålende og hårdfør.

## Kendetegn
Gul løg er en flerårig, urteagtig plante (løgplante) med en opret vækst. Både stængel og blade er dækket af et blåligt vokslag. Stænglen er opstigende til opret, og den bærer nogle få, hule og ganske smalle, linjeformede blade, der er næsten lige så lange som stænglen. Begge bladsider er lyst grågrønne, og oversiden er svagt furet. Blomstringen foregår i juni-august, hvor man først finder alle kno-pperne indesluttet bag to dækblade. Senere foldes de til side og giver plads til en halvskærm med blomster. De enkelte blomster er 3-tallige og regelmæssige med 6 gule blosterblade. Frugten er en trekantet kapsel med mange frø.
Rodsystemet består af løgbunden, hvorfra de grove trævlerødder udspringer.
Højden er ca. 40 cm, mens bredden kun er ca. 10 cm.

## Hjemsted
Gul løg er naturligt udbredt i Nordafrika, Lilleasien, Kaukasus og det sydøstlige Europa samt Frankrig. Arten er desuden spredt fra dyrkning andre steder. Arten er knyttet til lysåbne voksesteder med en gruset og kalkrig jordbund med et højt humusindhold. Naturreservatet Fânaţul de la Glodeni bliver vedligeholdt som en høeng. Det er ca. 6 ha stort, og det ligger på den østvendte skråning af Glodenibakken, ca. 2 km fra jernbanestationen Rateş-Cuza, Vaslui amt, Rumænien. Her vokser arten sammen med bl.a. aksærenpris, almindelig fjergræs, svalerod, asiatisk singrøn, bakkejordbær, bjergkobjælde, bjerglæbeløs, bleg kongelys, bugtet kløver, cypresvortemælk, dunet vejbred, duskhyacint, dværgkirsebær, dværgmandel, Echium russicum (en art af slangehoved), engguldstjerne, engsalvie, farvegåseurt, farvevisse, Festuca valesiaca, foderesparsette, grenet edderkopurt, gul hør, gul reseda, gul skabiose, gul snerre, havemalurt, håret flitteraks, hårtotfjergræs, knoldfladbælg, knoldet mjødurt, lav iris, liden skjaller, lille voksurt, lægejernurt, nikkende kobjælde, opret kobjælde, pilealant,  prikbladet perikon, rank potentil, russisk mandstro, skovkløver, skovløg, småblomstret salvie, sommeranemone, stor knopurt, storblomstret brunelle, sølvpotentil, tysk poppelrose, våradonis, ædelkortlæbe og østrigsk gyvel

## Galleri
|  |  |  |  |

## Note
1. ↑  "GRIN: Allium flavum". Arkiveret fra originalen 19. december 2013. Hentet 18. december 2013.
2. ↑  A. Oprea og C. Sîrbu: Flora and Vegetation of the Natural Reserve ”Fânaţul de la Glodeni”, Vaslui County – omfattende dokumentation af vegetationen (engelsk)